# Mikimba
Jeferson Paulo Rodrigues de Souza, né le 14 décembre 1981, dit Mikimba ou Jeferson, est un footballeur brésilien naturalisé togolais.

## Biographie
Mikimba reçoit quatre sélections en équipe du Togo lors de l'année 2003, pour un but inscrit. Il joue son premier match en équipe nationale le 8 juin 2003, contre le Cap-Vert. Mikimba se met immédiatement en évidence en inscrivant un but. Le Togo l'emporte 5-2 dans ce match des éliminatoires de la Coupe d'Afrique des nations 2004. Il joue son dernier match le 11 octobre 2003, contre la Guinée équatoriale. Ce match perdu 1-0 rentre dans le cadre des éliminatoires du mondial 2006.
En club, il évolue au Brésil et brièvement en France. Il joue un match en Ligue 1 avec le FC Metz.